# Юмала
Юмала (фин. Jumala) — в карело-финской мифологии древнейшее небесное божество, божество грома. 
Юмала соответствует германскому Доннеру — Тору и славяно-литовскому Перуну — Перкуну; затем слово Юмала стало обозначать бога туч, потом бога небесного свода, а также храм и истукан в Биармии. Бог Юмала особенно почитался в Биармии, и ему приписывалось создание мира и человека.

## В карело-финской мифологии
Название имеет соответствие во многих родственных финно-угорских мифологиях:
- коми: Йомал, брат Ена
- марийский: Юмо
- эстонский (у эстов): Юмал[8]
- вепсский: Юму,
- саамский: Юмбел

Является древним названием небесного божества в общефинской мифологии. В нетронутом виде сохранилось у эстонцев. Позже они стали именовать так небесных духов. Лингвистически сближается с персонажем индо-иранской мифологии Йима, Яма
В некоторых местах были употребительны выражения: «Kost’Jumala» («Спасибо!») и «Jumala-gá» («С Богом!»). Постепенно расширяясь в значении, это слово в конце концов стало обозначать вообще сильного и могущественного бога, и даже перенесено было на божество христианское, в то время как первоначальные черты бога грома были перенесены на Укко.

## В источниках
Согласно скандинавским сагам, Юмала (Jomali) почитался в Биармии, где возвышалась колоссальная его статуя с серебряным кубком, полным денег, на коленях. Ему, как высшему божеству, приписывалось создание мира; ему род людской обязан и счастливыми днями весны, и правильной сменой дня и ночи; он же производит гром и посылает молнию. Согласно Калевале люди, луна и солнце почитались как создания Юмалы (Jumalan luoma); в тяжёлой болезни его призывают на помощь. Его эпитетами являются Ylijumala — высший бог и Укко (фин. Ukko) — старец.